# ラジオCMコピー大会
ラジオCMコピー大会（ラジオシーエムコピーたいかい）は、文化放送と雑誌「広告批評」の主催で1984年から2006年まで開催されていたラジオCMの広告キャッチコピー大会。
1984年の第1回大会から2004年の第20回までは毎年3月末か4月の第一金曜日に2 - 3時間の公開生放送で行っていた。2005年より5月の大型連休中の2時間30分 - 3時間の公開録音で放送されていたが2006年の大会をもって一時休止となった。正式番組タイトルは「第○回（○の中には1984年からのトータル回数の数字が入る）100万円大賞 ラジオCMコピー大会〜本家本元 ラジオCMまるかじり!!〜」

## 審査委員
- 天野祐吉（コラムニスト・「広告批評」主宰）
- 川崎徹（CMディレクター）
- 伊藤アキラ（作詞家）
- 鴻上尚史（演出家）
  - かつては糸井重里も審査委員であったが、2005年大会を最後に鴻上に審査委員を譲って審査委員を降りた。

この他に最終選考会（公開生放送→公開録音）の時はゲスト審査委員（当初は女優やタレントを呼んでいた）と番組司会者である文化放送アナウンサー（2005年と2006年は野村邦丸と水谷加奈、2004年以前は吉田照美と小俣雅子が15年以上司会をしていた。）によってグランプリや各賞（各審査委員の個人賞とリスナー大賞）を決めることになっている（1994年頃のみ寺島尚正と山田美保子の司会で最終選考会の部分は公開録音で放送していたがリスナー大賞の部分は生放送で行っていた）。

## 課題作品の20秒キャッチコピーの応募方法
20秒CMの協賛各社からの広告キャッチコピーの詳細については雑誌「広告批評」の1月号か文化放送のホームページ（ホームページ利用の前は文化放送の番組表(現在は掲載されていない)に課題を募集する協賛企業名とキャッチコピーを掲載していた。）上に毎年1月 - 2月中まで掲載されている。その協賛企業の20秒ラジオCMのキャッチになるコピーの原案を200文字の原稿用紙に書いて、2月末日までの締め切りで毎年募集している。その後、2月末までに文化放送に送られたラジオCMのキャッチコピーを審査委員が全て読み通し、その中から最終選考に残れる作品を決定する（1つの協賛会社に付き3作品までが上限とされている）。

## 最終選考会の会場
第1回より数年間は文化放送の旧社屋（新宿区若葉、JR四ッ谷駅に近いため四ツ谷の文化放送と呼ばれていた。）の第5スタジオで行なわれていたが、その後渋谷のBEAMホール（宇田川町）→東京ガス（協賛企業の1つ）新宿ショールームを経て2005年からは原宿クエストホール（渋谷区神宮前）で行なわれた。最終選考会の際は青二プロダクションの所属声優による生演技で作品が紹介される（皆勤賞は第1回から毎年参加している増山江威子のみで男性声優では坂口哲夫・銀河万丈・青野武らが最多出演となっている）。新人や若手の声優はその年のスケジュールの都合により出席している年と欠席の年とに分かれている。

## 各賞
- グランプリ「コピー大賞」･･･賞金100万円
- 各審査委員賞（天野祐吉賞、伊藤アキラ賞、川崎徹賞、鴻上尚史（2005年までは糸井重里）賞、ゲスト審査委員賞、野村邦丸（1994年は寺島尚正、1993年までと1995年 - 2004年までは吉田照美）賞、水谷加奈（1994年は山田美保子、1993年までと1995年 - 2004年までは小俣雅子）賞とリスナー大賞･･･各賞金10万円
  - 各審査委員賞とリスナー大賞、グランプリが同じ作品に受賞されるケースが年々増えている。

## 中止後
なお、2007年大会（第23回大会）は諸事情により開催が中止となり新たに「プロダクトプレイスメントラジオドラマストーリー募集」を行うことになった。
一方、8月1日より新たに「第1回100万円争奪!ラジオCMコンテスト」を募集開始した。その関連のリンク先はこちら（注：2012年度開催について書かれたサイト）

## 補足
- 毎年応募作品が増えており、2005年からはメールや特設の応募フォームからでの応募も可能である。
- 今では文化放送との契約をしていない企業・法人や政治団体（新党さきがけ）なども協賛していた年があった。
- 吉田・小俣司会時代は吉田照美のやる気MANMAN!の放送枠がこの中継にあてられていたこともあり、通常はやるMANコーナーである「やる気大学」もそのまま当番組コーナーとして放送し（但し放送時刻は通常と大幅に異なる）、会場の者も受講生に見立てた。